# IC 1619
IC 1619 ist eine Galaxie im Sternbild Fische auf der Ekliptik. Der Hubble-Typ ist derzeit unbestimmt. Sie ist schätzungsweise 217 Millionen Lichtjahre von der Milchstraße entfernt und hat einen Durchmesser von etwa 45.000 Lj.
Im selben Himmelsareal befinden sich u. a. die Galaxien NGC 374, NGC 392, NGC 394, NGC 397.
Das Objekt wurde am 28. November 1899 von dem französischen Astronomen Stéphane Javelle entdeckt.